# Kolno (przystanek kolejowy)
Kolno – przystanek kolejowy w Kolnie w powiecie olsztyńskim. 
12 listopada 2021 roku ogłoszono przetarg na budowę przystanku, a w marcu 2022 roku podpisano umowę na jego budowę ze spółką PROMUS Gdańsk - Remonty dróg i Mostów o wartości 6,7 mln zł. Przystanek został otwarty 12 marca 2023 roku.